# Franz-Liszt-Musikakademie
Die Franz-Liszt-Musikakademie (ungarisch Liszt Ferenc Zeneművészeti Egyetem) ist eine Hochschule für Musik in der ungarischen Hauptstadt Budapest. Mit rund 900 Studierenden ist sie die größte Musikhochschule in Ungarn.

## Geschichte

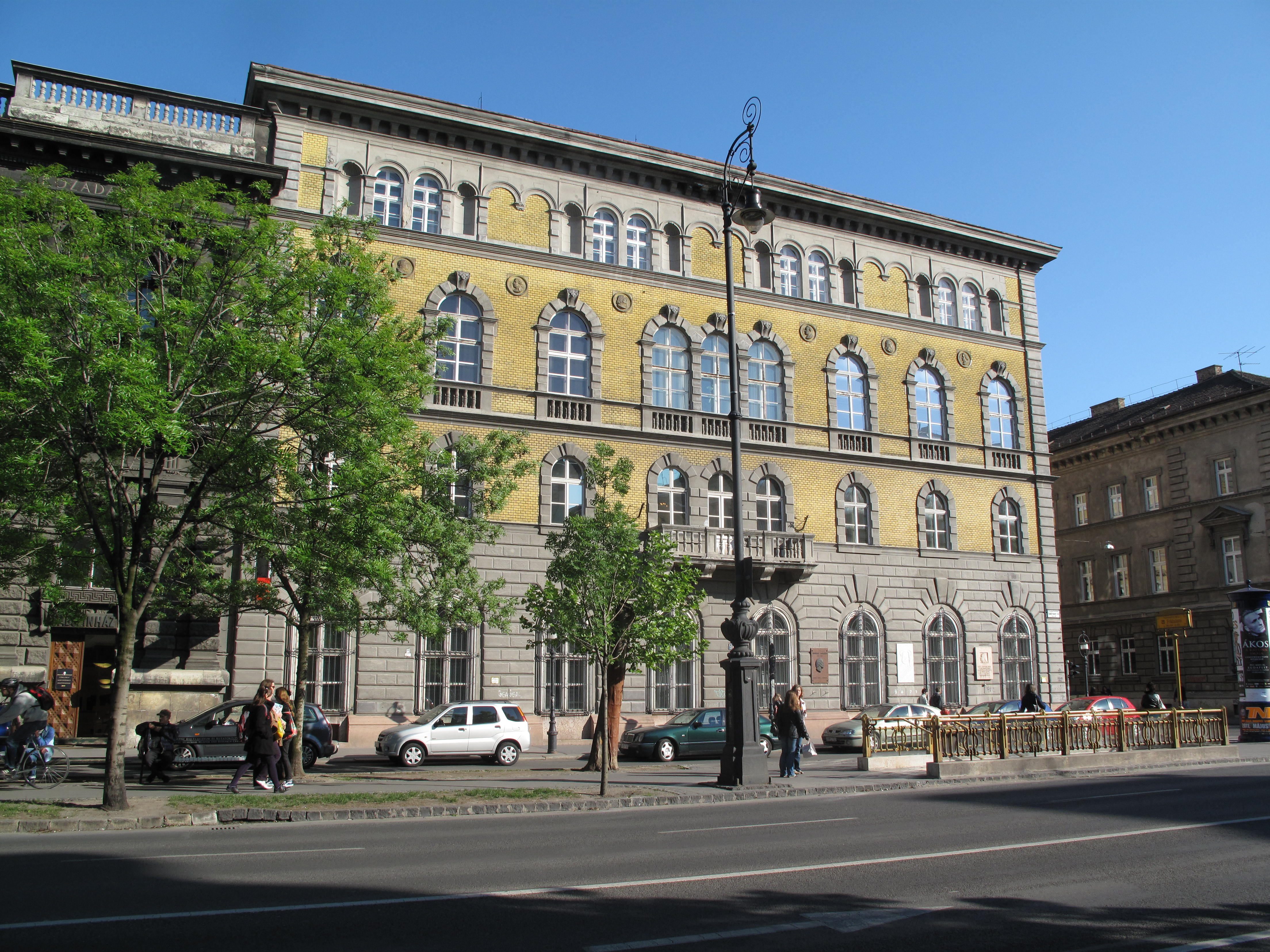
Ehemaliges Hauptgebäude der Akademie in der Andrássy út 67, erbaut 1879 von Adolf Láng

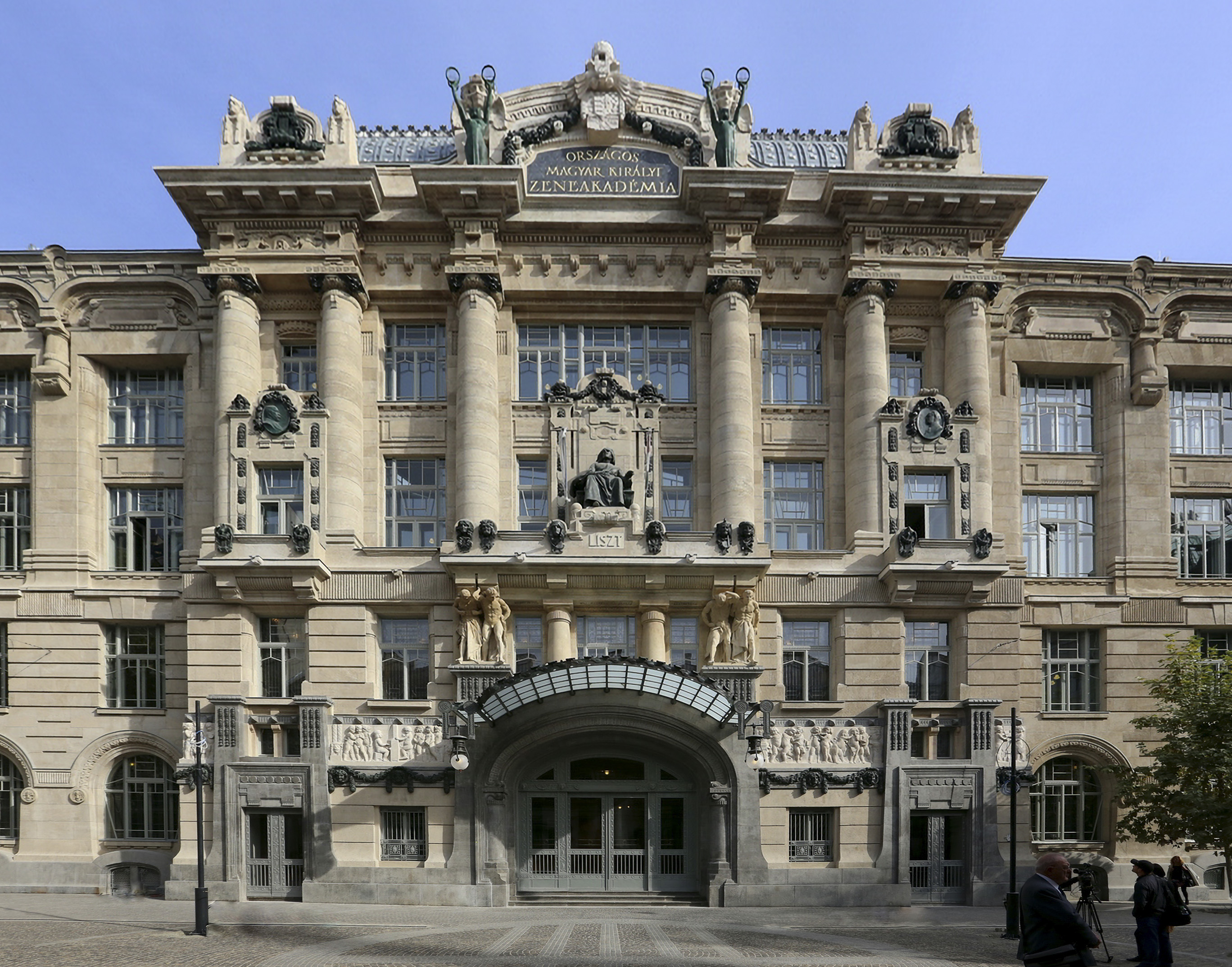
Franz-Liszt-Musikakademie Budapest

Die Musikakademie wurde am 14. November 1875 vom Pianisten und Komponisten Franz Liszt (Ferenc Liszt) als Königlich-Ungarische Musikakademie gegründet. Im Jahr 1925 erhielt sie ihren heutigen Namen. Von 1928 bis 1944 war der hoch angesehene Komponist und Dirigent Ernst von Dohnányi Direktor der Hochschule, die bis heute als eine der international renommiertesten Ausbildungsstätten für junge Musiker gilt. Zu den Professoren gehörten unter anderem Béla Bartók (Klavier) und Zoltán Kodály (Komposition).

### Direktoren, Generaldirektoren und Rektoren
- Ferenc Erkel (1875–1887)
- Ödön Mihalovich (1887–1919)
- Ernő Dohnányi (1919, 1934–1943)
- Jenő Hubay (1919–1934)
- Ede Zathureczky (1943–1957)
- Ferenc Szabó (1958–1967)
- Dénes Kovács (1967–1980)
- József Ujfalussy (1980–1988)
- József Soproni (1988–1994)
- István Lantos (1994–1997)
- Sándor Falvai (1997–2004)
- András Batta (2004–2013)
- Andrea Vigh (seit 2014)

## Hauptgebäude
Im Jahr 1907 wurde ein Neubau für die Akademie nach Entwürfen der Architekten Kálmán Giergl und Flóris Korb errichtet; sein Jugendstilsaal gilt als eines der bedeutendsten Beispiele dieser Stilrichtung in Budapest. Das Gebäude wurde bis Ende 2013 aufwändig renoviert.

### Konzertorgel

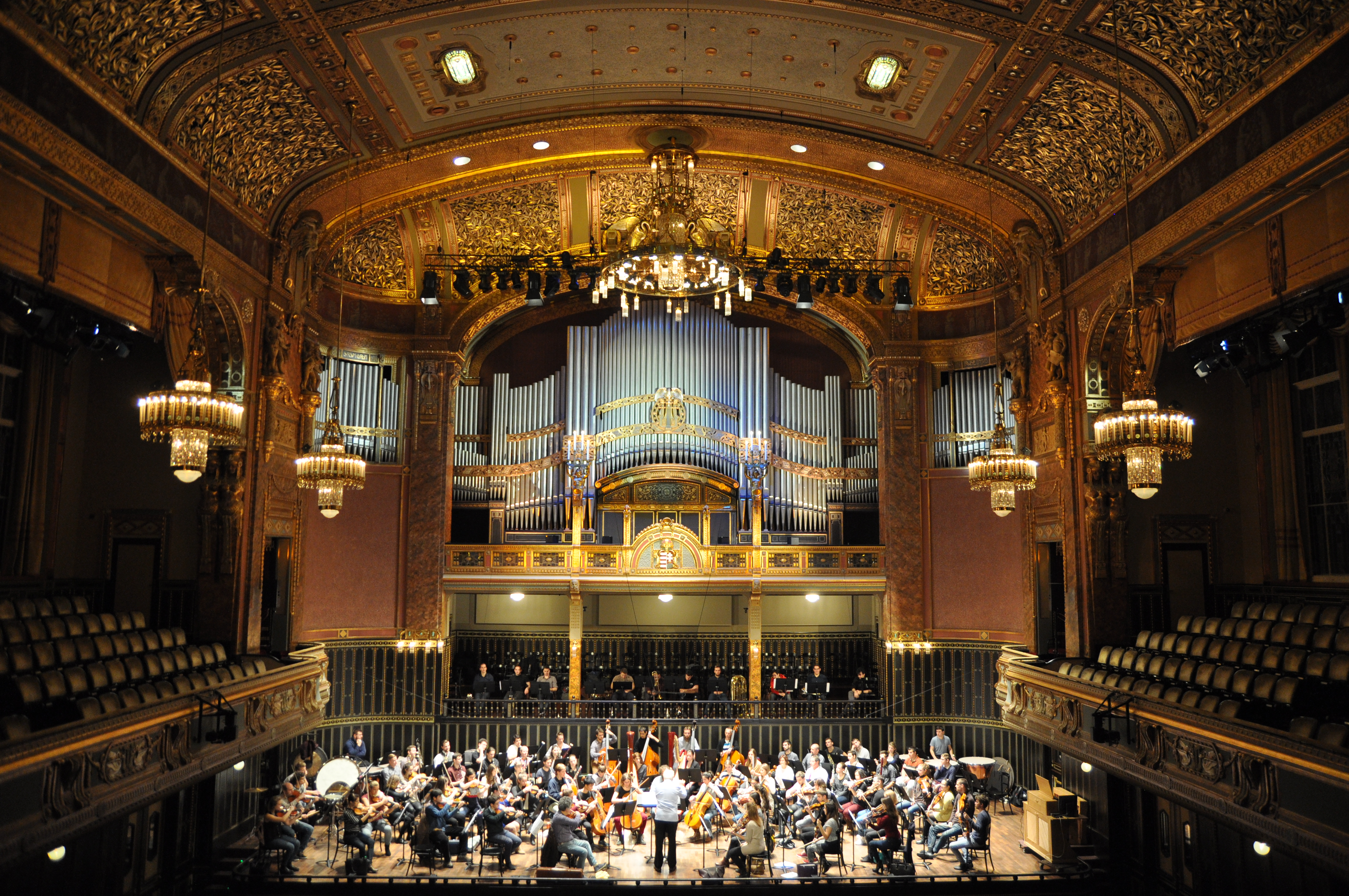
Großer Saal mit Blick auf die Orgel

Die Orgel der Musikakademie wurde als Opus 975 von der Orgelbauwerkstatt Voit & Söhne (Karlsruhe-Durlach) mit 74 Registern auf vier Manualen und Pedal erbaut und mit dem Gebäude im Jahr 1907 eingeweiht. Auffallend ist der ausladende Freipfeifenprospekt, der sich über die gesamte Empore erstreckt.
Im Laufe der Zeit wurde das ursprünglich spätromantisch disponierte Orgelwerk mehrfach umgebaut und dabei an den jeweils geänderten Zeitgeschmack angepasst. Im Jahr 2018 wurde das Instrument nach umfassender Restaurierung durch die Orgelbauwerkstatt Klais (Bonn) wiedereingeweiht. Im Zuge der Restaurierung wurde es weitgehend auf den Ursprungszustand von 1907 zurückgeführt, insbesondere die elektrische Traktur aus der Entstehungszeit wurde bis ins letzte Detail rekonstruiert. Der Spieltisch wurde mit moderner Elektronik ausgestattet, das Instrument erhielt u. a. eine moderne Setzeranlage und kann zudem mittels eines abnehmbaren Touchscreens gesteuert werden. Die Konzertorgel hat 77 Register auf vier Manualwerken und Pedal, darunter fünf extendierte und transmittierte Register.
| I Manualwerk C–g3 |                           |     |
| 1.                | Principal                 | 16′ |
| 2.                | Principal                 | 08′ |
| 3.                | Flauto concert            | 08′ |
| 4.                | Pileata                   | 08′ |
| 5.                | Corne de chamoix          | 08′ |
| 6.                | Fugara                    | 08′ |
| 7.                | Dolce                     | 08′ |
| 8.                | Ottava                    | 04′ |
| 9.                | Flauto                    | 04′ |
| 10.               | Ottavino                  | 02′ |
| 12.               | Cornetto V                | 08′ |
| 11.               | Mixtura IV                | 02′ |
| 13.               | Basson                    | 16′ |
| 14.               | Tromba                    | 08′ |
| 15.               | Clarino                   | 04′ |
|                   | Tuba mirabilis (= Nr. 31) | 08′ |

| II Manualwerk C–g3 |                  |     |
| 16.                | Bourdon          | 16′ |
| 17.                | Principal        | 08′ |
| 18.                | Flute harmonique | 08′ |
| 19.                | Pileata          | 08′ |
| 20.                | Gamba            | 08′ |
| 21.                | Chalumeau        | 08′ |
| 22.                | Salicional       | 08′ |
| 23.                | Unda maris       | 08′ |
| 24.                | Ottava           | 04′ |
| 25.                | Flauto tibia     | 04′ |
| 26.                | Dolce            | 04′ |
| 27.                | Piccolo          | 02′ |
| 28.                | Cembalo III      | 02′ |
| 29.                | Acuta IV         | 02′ |
| 30.                | Clarinette       | 08′ |
| 31.                | Tuba mirabilis   | 08′ |

| III Manualwerk C–g3 |                       |        |   |
| 32.                 | Quintatön             | 16′    |   |
| 33.                 | Violino princip       | 08′    |   |
| 34.                 | Flute d’amour         | 08′    |   |
| 33.                 | Pileata dolce         | 08′    |   |
| 36.                 | Echo Gamba            | 08′    |   |
| 34.                 | Aeolina               | 08′    |   |
| 35.                 | Vox coelestis (ab c0) | 08′    |   |
| 39.                 | Ottava                | 04′    |   |
| 40.                 | Flauto traverse       | 04′    |   |
| 41.                 | Violino               | 04′    |   |
| 42.                 | Flauto sylvestre      | 02′    |   |
| 43.                 | Harm. aetherea IV 0   | 02 ⁄3′ |   |
| 44.                 | Trompette harm.       | 08′    | n |
| 45.                 | Oboe                  | 08′    |   |

| IV Manualwerk C–g3 |                        |        |   |
| 46.                | Flauto pileata         | 16′    |   |
| 47.                | Principal              | 08′    |   |
| 48.                | Flauto cuspida         | 08′    |   |
| 49.                | Quintatön              | 08′    | n |
| 50.                | Bourdon                | 08′    |   |
| 51.                | Viola                  | 08′    |   |
| 52.                | Vox angelica           | 08′    |   |
| 53.                | Preastant              | 04′    |   |
| 54.                | Flauto dolce           | 04′    |   |
| 55.                | Flageolet              | 02′    |   |
| 56.                | Sesquialtera II        | 02 ⁄3′ |   |
| 57.                | Vox humana             | 08′    |   |
|                    | Tremolo (für Nr. 57) 0 |        |   |
| 58.                | Carillon               | 04′    |   |

| Pedalwerk C–f1 |                    |         |
| 59.            | Grand bourdon 0    | 32′     |
| 60.            | Principal          | 16′     |
| 61.            | Sub. basso         | 16′     |
| 62.            | Bourdonbass        | 16′     |
| 63.            | Violon             | 16′     |
| 64.            | Harmonicabass      | 16′     |
| 65.            | Quinta             | 10 2⁄3′ |
| 66.            | Ottava basso       | 08′     |
| 67.            | Flauto basso       | 08′     |
| 68.            | Cello              | 08′     |
| 69.            | Salicet basso      | 08′     |
|                | Dolce (= Nr. 7)    | 08′     |
| 70.            | Ottava             | 04′     |
| 71.            | Bombardo           | 32′     |
| 72.            | Trombon            | 16′     |
|                | Fagotto (= Nr. 13) | 16′     |
| 73.            | Tromba             | 08′     |
|                | Clarino (= Nr. 15) | 04′     |

- Koppeln
  - Normalkoppeln: II/I, III/I, III/II, IV/I, IV/II, IV/III, I/P, II/P, II/P, IV/P
  - Suboktavkoppel: II/I,
  - Superoktavkoppeln: I/I, III/I,
- Anmerkungen

1. 1 2 3  Durchschlagend.
2. ↑  Hochdruckregister.
3. ↑  Extension aus Nr. 62.
4. 1 2 3  In Schwellwerk III.

1. ↑  Gedackt.
2. ↑  Gemshorn.
3. ↑  Quintatön.
4. ↑  Rohrflöte.
5. ↑  Cymbel.
6. ↑  Lieblich Gedackt.
7. ↑  Waldflöte.
8. ↑  Spitzflöte.
9. ↑  Celesta.

## Persönlichkeiten
Viele Absolventen wurden später bekannte Musiker, beispielsweise die Sänger Sylvia Geszty, Zoltán Kelemen, Magda Nádor, József Réti, die Pianisten Géza Anda, Andor Foldes, András Schiff, Zoltán Kocsis, Andor Losonczy, die Violinisten Johanna Martzy, Joseph Szigeti, Ernő Sebestyén, Sarah Spitzer, Tibor Varga, der Cellist Miklós Perényi, die Dirigenten Ferenc Fricsay, Georg Solti, Eugene Ormandy, Zsolt Hamar sowie die Komponisten Zoltán Gárdonyi, Béla Bartók, Sándor Veress, György Kurtág, István Nagy, Lajos Bárdos, Paul Abraham und Péter Eötvös sowie die Musiker des Kodály Quartets.

### Hochschullehrer
- Emil Ábrányi
- Dezső Antalffy-Zsiross
- Lajos Bárdos
- Béla Bartók
- Adolf Burose
- Ernst von Dohnányi
- Iván Erőd
- Ferenc Farkas
- Edith Farnadi
- Zoltán Gárdonyi
- János Gonda
- Márta Gulyás
- Viktor von Herzfeld
- Jenő Jandó
- Pál Kadosa
- Zoltán Kodály
- Hans von Koessler
- Béla Kovács
- György Kurtág
- Pál Lukács
- Éva Marton
- Nóra Mercz
- János Pálúr (* 1967)
- David Popper
- Ferenc Rados
- József Réti
- László Somogyi
- Zoltán Székely
- Gusztáv Szerémi
- István Thomán
- Sándor Végh
- Sándor Veress
- Leó Weiner

### Studierende
- Jenö Ádám
- Géza Anda
- Ferenc Aszódy
- Béla Bartók
- Munir Bashir
- Omar Bashir
- Gergely Bogányi
- László Csabay
- Georges Cziffra
- Gábor Darvas
- José De Eusebio
- Ernő Dohnányi
- Antal Doráti
- Estéban Eitler
- Zsuzsa Elekes
- Peter Eötvös
- Iván Erőd
- Peter Erős
- Ferenc Farkas
- Edith Farnadi
- András Fejér
- George Feyer
- Annie Fischer
- Andor Földes
- János Fürst
- Zoltán Gárdonyi
- Zsolt Gárdonyi
- János Gonda
- Dénes Gulyás
- László Gyimesi
- Julia Hamari
- Erzsébet Házy
- Endre Hegedűs
- Frigyes Hidas
- Jenő Hubay
- Jenő Huszka
- Sándor Jemnitz
- Zoltán Jeney
- Emmerich Kálmán
- Bálint Karosi
- Bela Katona
- Joseph Kelemen
- Zoltán Kelemen (Sänger)
- István Kertész
- Edward Kilenyi
- Elisabeth Klein
- Zoltán Kocsis
- Zoltán Kodály
- Tibor Kozma
- Michael Krasznay-Krausz
- Lili Kraus
- Adrienne Krausz
- György Kurtág
- Magda László
- Vlastimil Lejsek
- András Ligeti
- György Ligeti
- Pál Lukács
- Éva Marton
- Gwendolyn Masin
- Attila Pacsay
- Lajos Papp
- László Polgár
- David Popper
- Ferenc Rados
- Thomas Rajna
- Ľudovít Rajter
- Fritz Reiner
- József Réti
- Gabor Rejtö
- Lívia Rév
- Anthony Ritchie
- Andrea Rost
- Zoltán Rozsnyai
- György Sándor
- Sylvia Sass
- András Schiff
- Károly Schranz
- György Sebők
- Béla Síki
- Georg Solti
- László Somogyi
- József Soproni
- Peter Stupel
- Rezső Sugár
- Zoltán Székely
- Dezső Szenkár
- Nándor Szenkár
- András Szőllősy
- Charity Sunshine Tillemann-Dick
- Zeynep Üçbaşaran
- Gregory Vajda
- Tibor Varga
- Tamás Vásáry
- Balint Vazsonyi
- Gabriel von Wayditch
- László Weiner
- Leó Weiner
- Wanda Wiłkomirska